# Daniel Loss
Daniel Loss (Winterthur, 25 de fevereiro de 1958) é um físico suíço. É atualmente professor de física téorica do estado sólido da Universidade de Basileia.

## Condecorações
- Prêmio Humboldt (2005)
- Prêmio Marcel Benoist (2010)